# Adoni

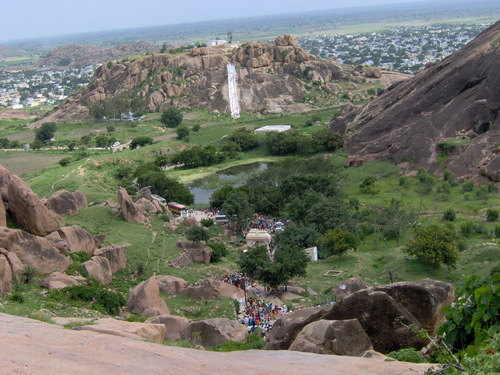
Vy, med Adoni i bakgrunden.

Adoni är en stad i distriktet Kurnool i delstaten Andhra Pradesh i Indien, och är belägen vid järnvägen mellan Madras och Bombay. Folkmängden uppgick till 166 344 invånare vid folkräkningen 2011, med förorter 184 625 invånare.
Adoni anlades på 1200-talet, intogs 1698 av Aurangzib och kom senare under Haidarabad. 1778 angreps det av Haidar Ali, erövrades 1786 av Tippo Sahib och kom 1799 under brittiskt styre.